# Barile β
Le strutture a barile β (strutture a manicotto) sono particolari strutture che derivano dalla struttura secondaria foglietto β. Sono formate da catene laterali apolari all'esterno (contatto con catene idrofobiche dei fosfolipidi di membrana) e catene laterali polari verso l'interno.